# Turbonilla rufescens
Turbonilla rufescens är en snäckart som först beskrevs av Forbes 1846.  Turbonilla rufescens ingår i släktet Turbonilla, och familjen Pyramidellidae. Arten är reproducerande i Sverige.